# Schweinfurter Haus
Das Schweinfurter Haus ist ein bewirtschaftetes Wanderheim des Rhönklub-Zweigvereins Schweinfurt am Hang des Gangolfsberges. Die Ursprünge einer Nutzung des Areals gehen bis ins 15. Jahrhundert zurück. Das Gelände bindet Gebäude des Gehöfts Wermers mit ein.

## Umgebung
Das Gebäude steht am Hang des Gangolfsberges, der durch die Basaltprismenwand über die Region hinaus bekannt ist. Vom Haus aus kann man dank einer Bronzetafel die umliegenden Berge hinter dem Streutal wie den Gebaberg oder auch den Hutsberg und den Neuberg ausfindig machen.

## Geschichte
Die mystischen Ursprünge des Areals gehen zurück bis ins 9. Jahrhundert. Es soll sich dort eine Benediktinerpropstei befunden haben, die Pfingsten 1525 von wütenden Bauern zerstört wurde. Auch soll dies ein Wallfahrtsziel gewesen sein. Wahrscheinlich aber werden sich diese Behauptungen auf die auf dem Gipfelplateau befindliche Gangolfskapelle bezogen haben.
Erste Spuren von Besiedelung gehen in das 15. Jahrhundert zurück. Zu der Zeit wird ein Hof Wermers genannt. Zur einen Hälfte gehörte er den Herren von Bastheim, zur anderen den Herren zu Heldritt in Helmershausen. Ab 1671 war die Universität zu Würzburg Eigentümerin des Gehöfts. Zu dem Anwesen gehörten 105 Morgen Ackerland, 78 ½ Morgen Rhönfelder, 1 ½ Morgen Garten- und Krautland, zwei Häuser, Stallungen, Scheunen und Nebengebäude. Im Jahr 1821 gelangte das Gebäude durch Tausch an den bayerischen Staat. Nebenan errichtete der Freiherr von Schellerer 1900 eine Villa, die nach zweimaligem Besitzerwechsel schließlich in das Eigentum des Rhönklubzweigvereins Schweinfurt überging. Ursprünglich war ein Wanderheim am Steinernen Haus geplant. Der geringe Kaufpreis änderte das Vorhaben.
Am 25. Juli 1922 wurde das Haus eingeweiht. 1.200 Gäste aus Schweinfurt, insgesamt 3.000, waren dazu angereist. 1929 wurde elektrisches Licht gelegt. In der Zeit des Nationalsozialismus wurde das Haus durch die Wehrmacht genutzt. 1945 übernahm wieder der Verein. Zwei Jahre später verkaufte der Verein erstmals Getränke. Seitdem übernehmen Pächter die Bewirtung. Von 1965 bis 1967 wurde das Haus aufgestockt und modernisiert.
Im Jahr 1979 kaufte der Verein das Alte Forsthaus, das ebenfalls modernisiert wurde. Es folgten verschiedene Sanierungen und Umbauten. 2001 wurden drei Zisternen mit insgesamt 45.000 Litern Fassungsvermögen für eine eventuelle Brandbekämpfung angelegt.

## Wanderweg
Das Schweinfurter Haus ist durch einen 65 km langen Wanderweg mit Schweinfurt verbunden, der mit drei Tagesetappen angegeben wird.

## Naturlehrpfad Gangolfsberg
Entlang des Naturlehrpfades um den Gangolfsberg sind das Naturdenkmal Basaltprismenwand, der Teufelskeller, ein alter Steinbruch, Blockschuttwälder und die terrassierten Ackerflächen des mittelalterlichen wüsten Dorfes Wermers erwanderbar und mit Informationstafeln erläutert. Bester Ausgangspunkt ist das Schweinfurter Haus.